# Heinz Brückner

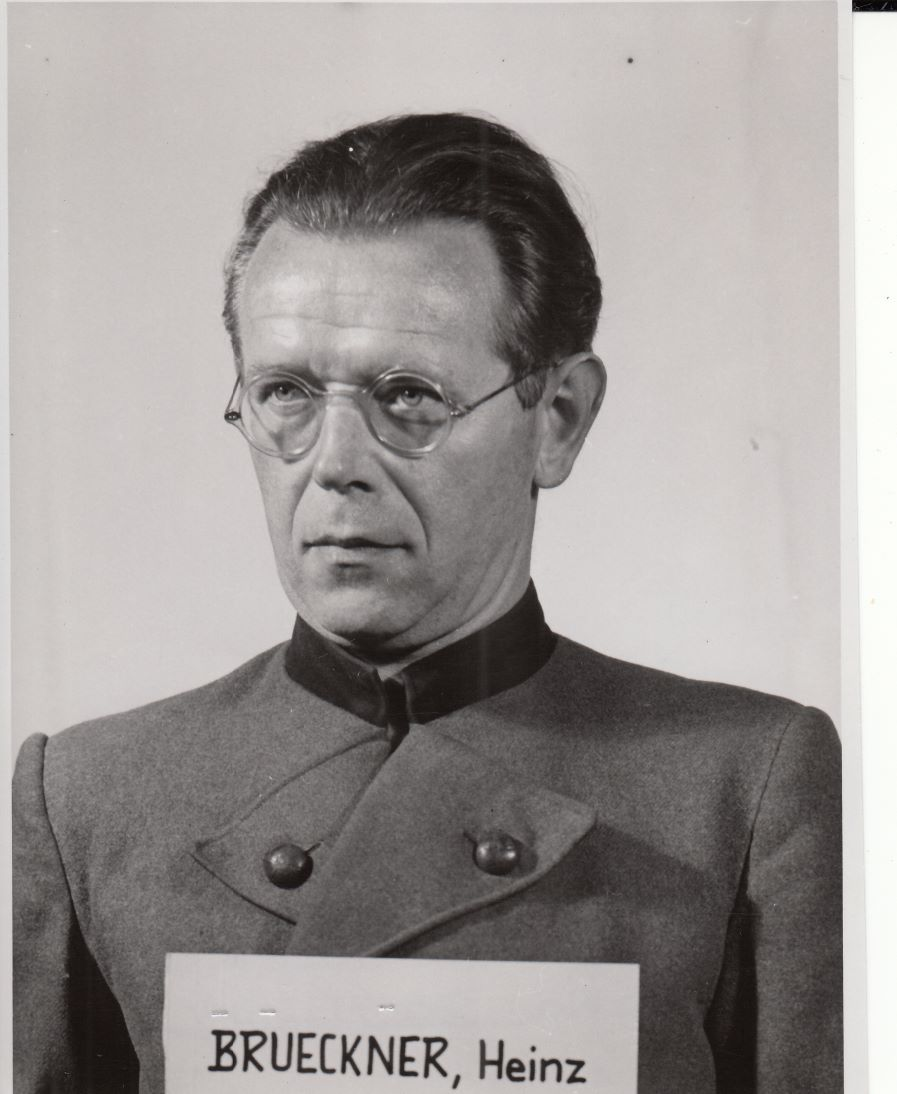
Nach seiner Inhaftierung

Otto Heinz Brückner (* 8. März 1900 in Dresden; † 19. April 1968) war ein deutscher SS-Führer, der in der Volksdeutschen Mittelstelle das Amt VI (Sicherung Deutschen Volkstums im Reich) leitete. Im Prozess Rasse- und Siedlungshauptamt der SS (RuSHA-Prozess) wurde Brückner 1948 zu einer Haftstrafe von 15 Jahren verurteilt, aber schon Anfang 1951 freigelassen.

## Leben
Heinz Brückner trat zum 1. Mai 1933 der NSDAP (Mitgliedsnummer 3.545.880) und 1940 der SS bei, er erreichte dort den Rang eines SS-Sturmbannführers. Nach dem Zweiten Weltkrieg behauptete er, sein Beitritt sei im Zusammenhang mit der von ihm geleiteten Umsiedlung von „Volksdeutschen“ aus Litauen in das Deutsche Reich 1940 notwendig gewesen, da die Sowjets darauf bestanden hätten, auf höherer Ebene nur mit Uniformträgern mit Offiziersrang zu verhandeln. Dies war – wie auch bei anderen SS-Leuten in der Volksdeutschen Mittelstelle (VoMi) – eine Schutzbehauptung; der Beitritt zur Allgemeinen SS war auch in der VoMi freiwillig und nicht notwendige Voraussetzung für eine Leitungsfunktion. Zum Beispiel traten zwei andere VoMi-Amtschefs – Adolf Puls und Lothar Heller – der SS erst 1944 bei.
Im RuSHA-Prozess, einem der zwölf Nürnberger Nachfolgeprozesse wurde Brückner 1947 wegen (1) Kriegsverbrechen, (2) Verbrechen gegen die Menschlichkeit und (3) Mitgliedschaft in einer verbrecherischen Organisation angeklagt. Sein Verteidiger war Karl Dötzer. Am 10. März 1948 wurde er in allen drei Anklagepunkten für schuldig befunden. Insbesondere wurden ihm seine Verantwortung für die Entführung von nicht-deutschen Kindern, für die Erschwerung der Fortpflanzung von Nicht-Deutschen, die Zwangsvertreibung und -umsiedlung von Ausländern, die Zwangs-„Eindeutschung“ von Ausländern und die Zwangsarbeit von Ausländern sowie seine Mitgliedschaft in der verbrecherischen SS zur Last gelegt. Als Strafmaß wurden 15 Jahre Haft festgesetzt. Brückner wurde am 3. Januar 1951 aus dem Kriegsverbrechergefängnis Landsberg freigelassen.